# غابرييلا تايلور
غابرييلا تايلور (بالإنجليزية: Gabriella Taylor)‏ هي لاعب كرة مضرب بريطانية، ولدت في 7 مارس 1998 في المملكة المتحدة.

## وصلات خارجية
- غابرييلا تايلور على موقع رابطة محترفات التنس (الإنجليزية)
- غابرييلا تايلور على موقع الاتحاد الدولي لكرة المضرب (الإنجليزية)
- غابرييلا تايلور على موقع خلاصة التنس.كوم (الإنجليزية)
- غابرييلا تايلور على موقع إي إس بي إن.كوم (الإنجليزية)